# Huawei U8230
Huawei U8230 — смартфон китайской компании Huawei, представленный 16 июня 2009 в Шэньчжэне. Работает на платформе Android, не имеет аппаратной клавиатуры, вместо которой - большой сенсорный экран с поддержкой компактной или полной QWERTY-клавиатуры. Коммуникатор имеет большую емкость батареи 1500 мА/ч. Представитель отделения терминального оборудования Huawei, Глория Чуэн, так прокомментировала выход данного коммуникатора: «В моделях U8230 и C8000, представленных на выставке CommunicAsia, используются интерактивные технологии смартфонов качественно нового уровня, и Huawei с нетерпением ждет возможности предложить эти устройства абонентам.»

## Технические характеристики
- Операционная система: Android 1.5 (Cupcake) — 2.0/2.1 (Eclair)
- Процессор: Qualcomm MSM7200А (528 МГц)
- RAM: 256 MB
- ROM: 192 MB
- Габариты: 116 х 62 х 12 мм
- Вес: 135 г. (с батареей)
- Bluetooth: Bluetooth 2.1 + EDR
- WiFi: 802.11b/g
- Интерфейс подключения: micro-USB разъем для синхронизации данных, функция зарядки
- Клавиатура: Виртуальная QWERTY (Android\TouchPal)
- Звук: MP3, MIDI, AMR, AAC, eAAC+; 2.5 мм
- Дисплей: емкостный 3.5" TFT, 320 х 480
- Слот расширения: MicroSD (до 16 Гб)
- Аккумулятор: Li-Pol 1500 мА·ч
- Работа в режиме разговора: До 210 минут (GSM)
- Работа в ждущем режиме: До 300 часов (GSM)
- Сети: GSM bands; W-CDMA band; GPRS; EGPRS/EDGE; HSDPA 7.2Mbps
- GPS: GPS/A-GPS
- Камера: 3.2 Mp, автофокус

## Поддержка OS Android

### Android1.5/2.0/2.1
На момент появления аппарат изначально поставлялся с установленной операционной системой Android 1.5 «Cupcake». Обновление до версии Android 2.0 произошло сразу после её выхода в начале 2010 года, а спустя короткое время на U8230 появилась официальная прошивка Android 2.1 «Eclair».

### Официальная прошивка Android 2.2
Несмотря на неоднократные заявления компании о том, что она не планирует обновлять версию прошивки U8230 до официальной Android 2.2 Froyo, на выставке TIBO 2011 в Минске, руководитель отдела продаж терминального оборудования Артем Гришин сообщил журналистам, что Huawei все таки не исключает такую возможность: «Сейчас этот вопрос прорабатывается нашими инженерами. Мы рассматриваем такую возможность».. 
Тем не менее, на конец 2012 года официальной прошивки Android 2.2 для U8230 так и не появилось. На фоне того, что после Android 2.1 (последней официальной версии прошивки) с момента заявления г-на Гришина вышло уже как минимум 5 версий мобильной ОС, можно сделать вывод, что работы по обновлению ПО для Huawei U8230 полностью остановлены.